# Ledergasse (Fürstenfeld)

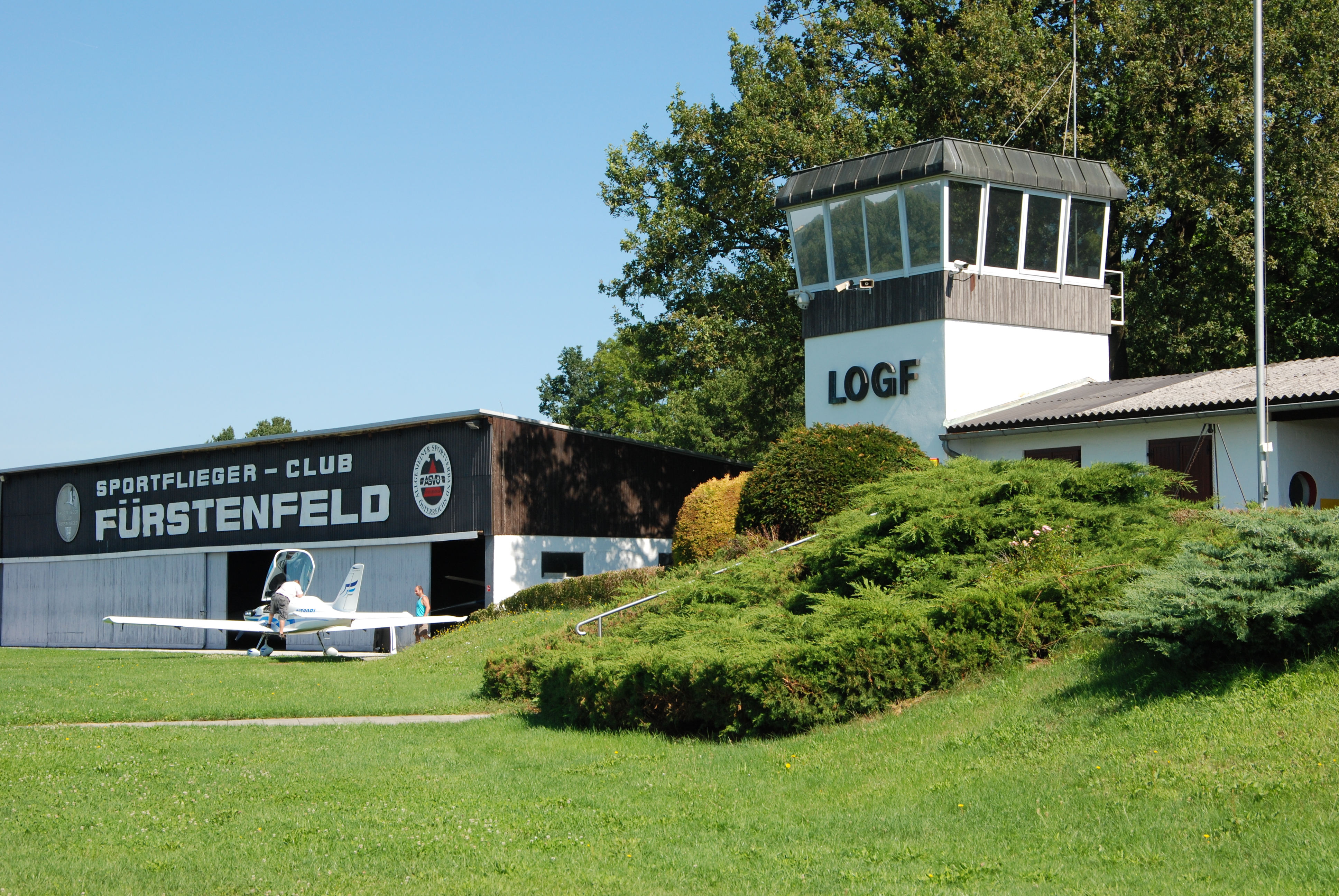
Der Tower am Flughafen Fürstenfeld im Stadtteil Ledergasse

Ledergasse ist ein nördlicher Stadtteil der steirischen Stadt Fürstenfeld, in welchem sich das Einkaufszentrum Fürstenfeld und das Fachmarktzentrum Fürstenfeld (FF) befinden.

## Verkehr
Durch den Stadtteil Ledergasse verläuft eine wichtige Verkehrsachse von Ost nach West, die Fürstenfelder Straße. Mit dem Bau der S7 Fürstenfelder Schnellstraße, welche ebenfalls durch Ledergasse verlaufen soll, verläuft auch eine Schnellstraße mit Ab- und Auffahrt durch den Stadtteil.
Etwa 100 Meter nördlich des Flusses Feistritz existiert eine Bushaltestelle namens Fürstenfeld Ledergasse, welche direkt an das Einkaufszentrum grenzt und somit gut frequentiert ist.
Im Stadtteil Ledergasse befindet sich der Flugplatz Fürstenfeld, welcher auch Zollabfertigung bietet.